# Theretra pallicosta
Espèce
Theretra pallicosta est une espèce d'insectes lépidoptères de la famille des Sphingidae, de la sous-famille des Macroglossinae, de la tribu des Macroglossini, de la sous-tribu des Choerocampina et du genre Theretra.

## Description

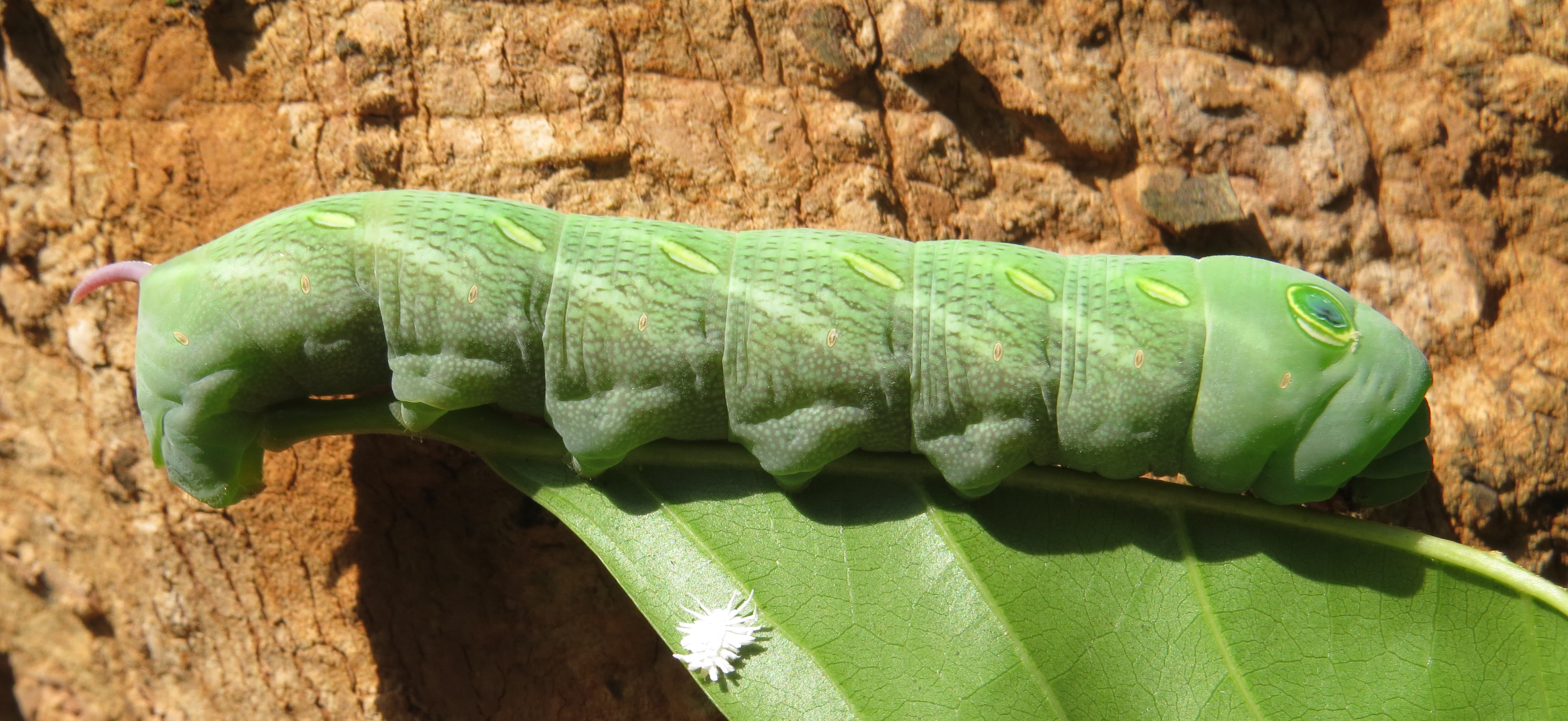
La chenille

L'envergure est 70-90 mm. L’espèce se distingue de tous les autres Theretra par les bordures blanches sur la face dorsale des ailes et la tache discale. Mais aussi par une ligne dorsale blanche étroite limitée au thorax. Le dessus de l'aile antérieure est brun violacé avec seulement une ligne postmédiane dentelée clairement. Le dessus de l'aile postérieure est orange avec une bande marginale diffuse légèrement plus foncée.

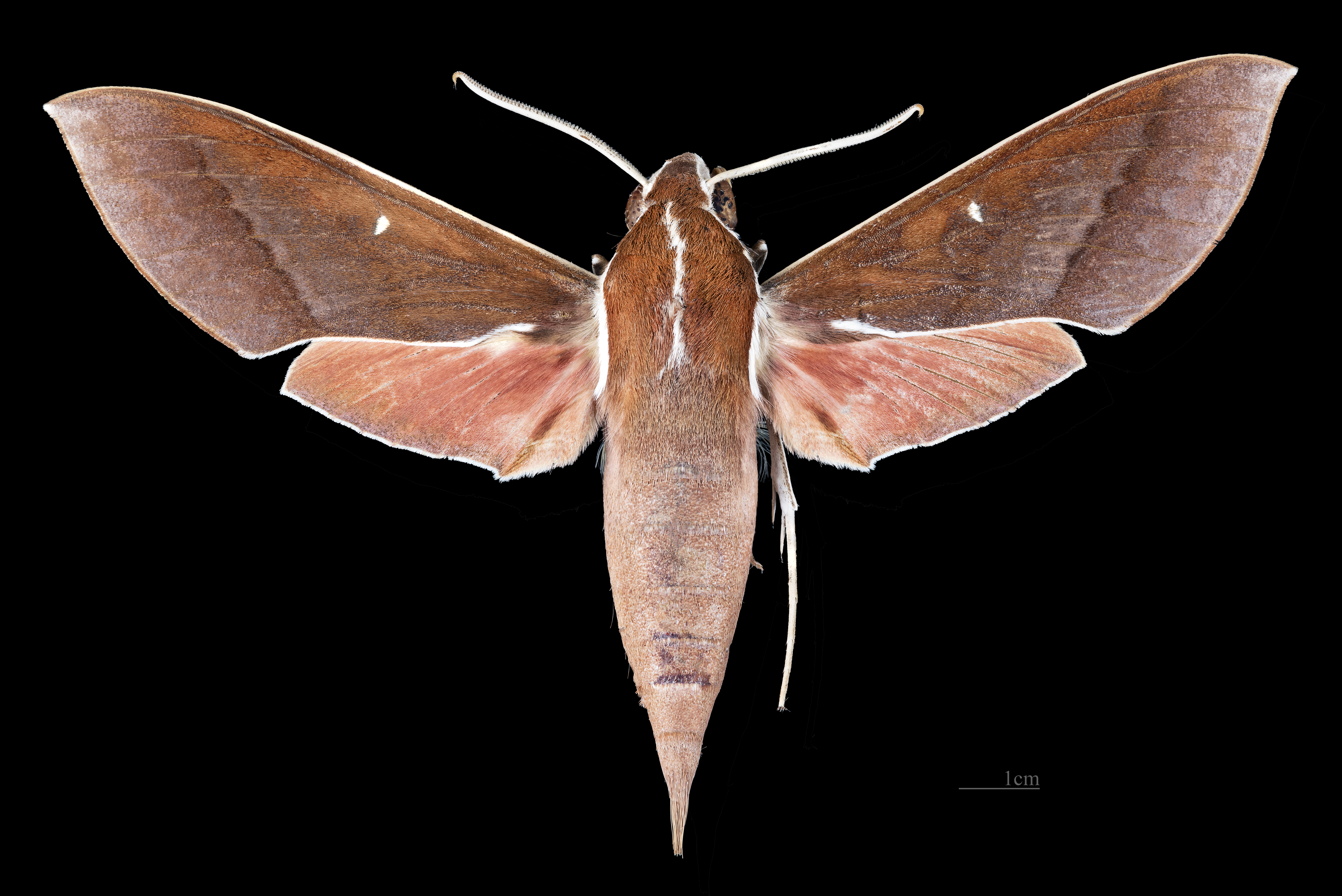
Face dorsale du mâle (coll.MHNT)
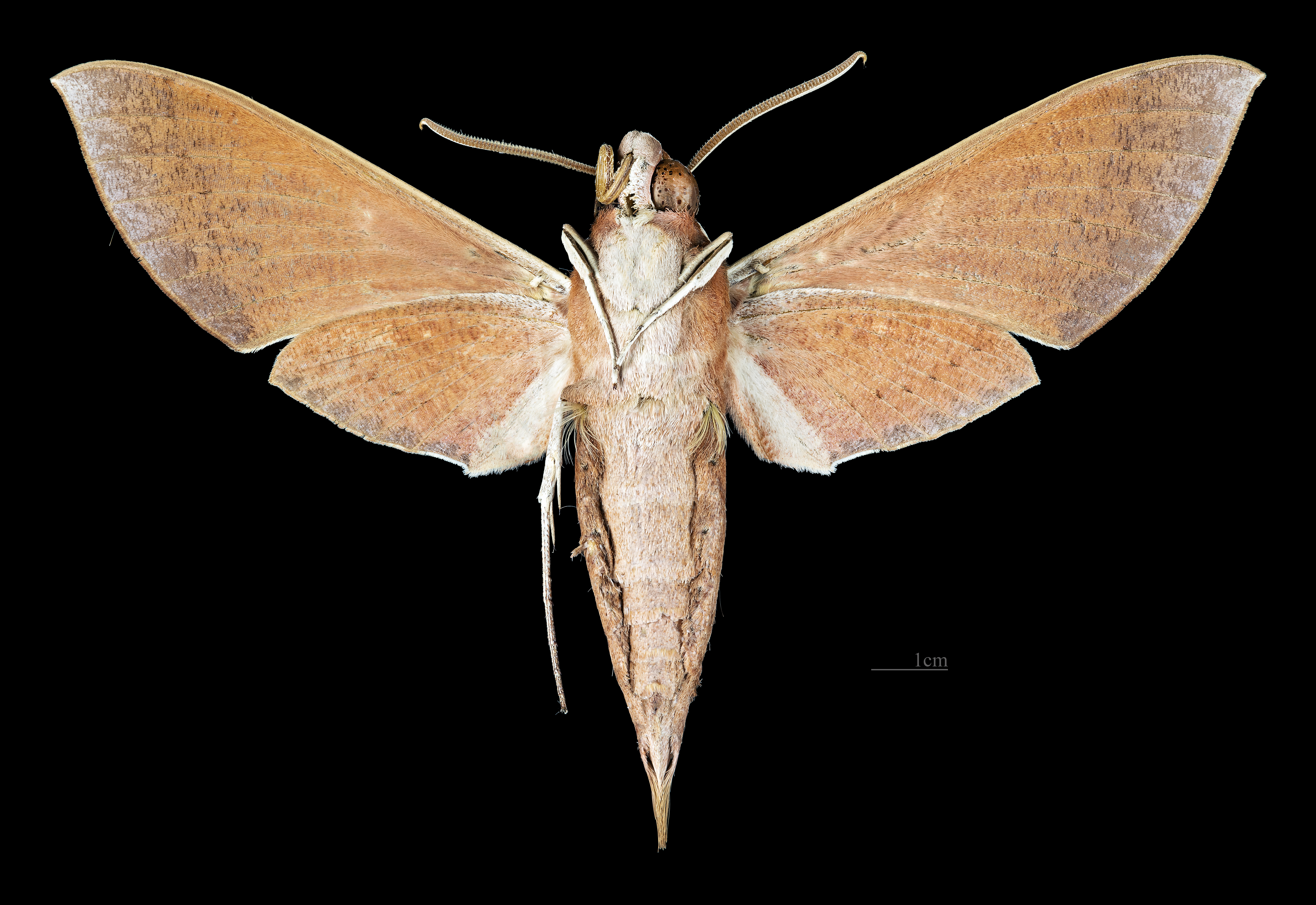
Revers du mâle (coll.MHNT)
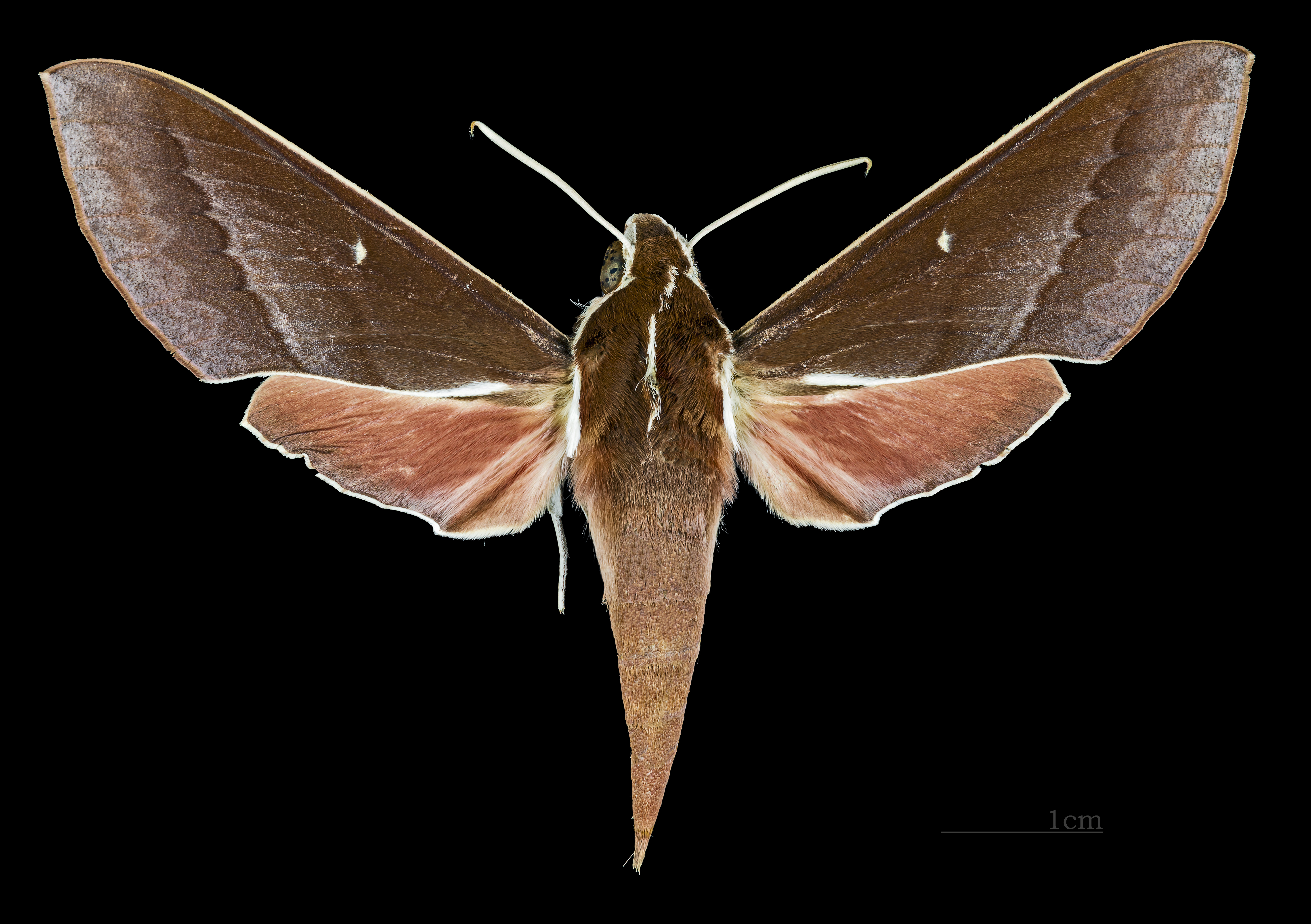
Face dorsale de la femelle (coll.MHNT)
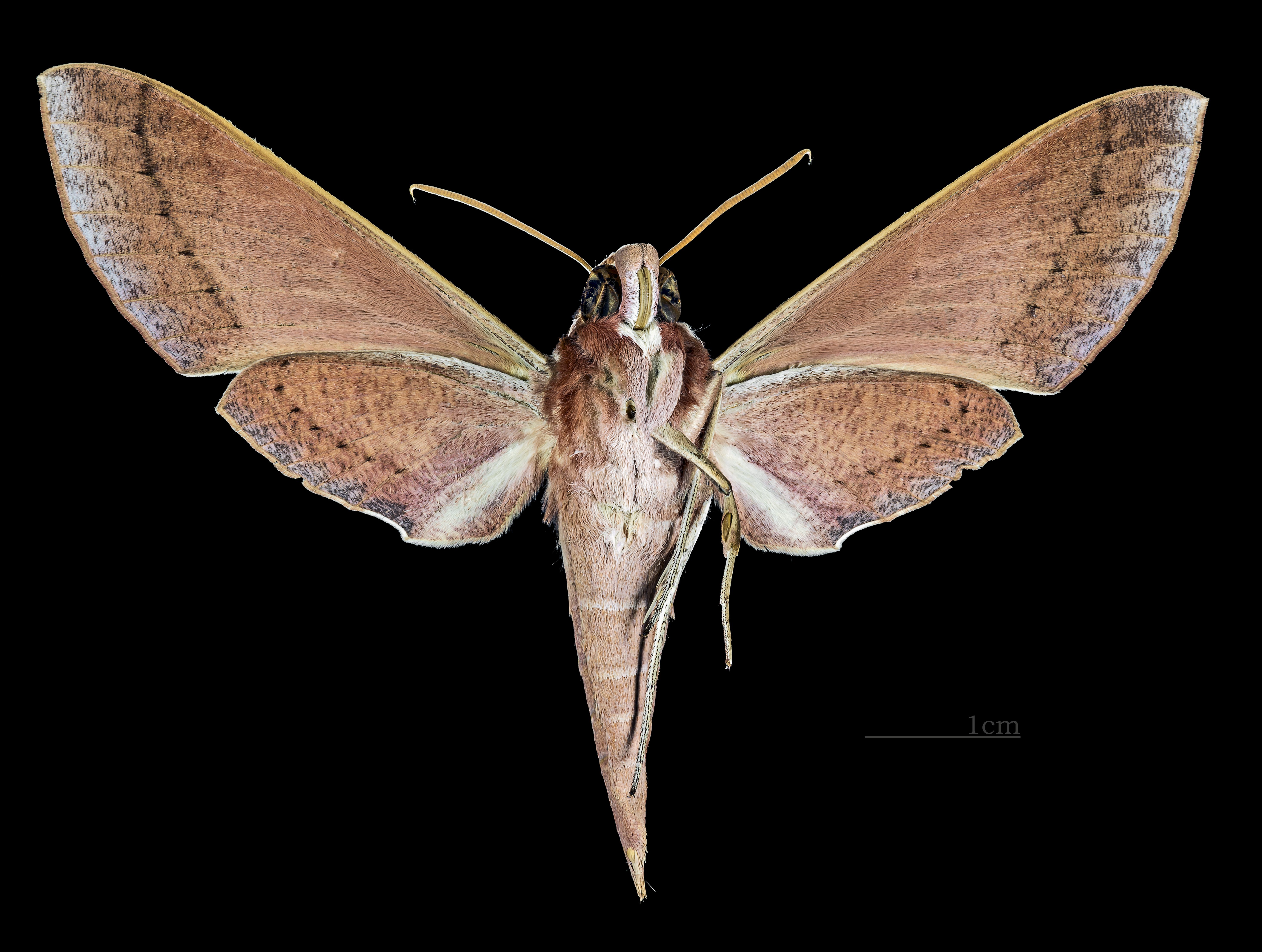
Revers de la femelle (coll.MHNT)

- La chenille

## Biologie
Les chenilles se nourrissent sur Aporusa dioica en Chine, sur les espèces du genre Aporusa en Inde et en Birmanie, sur les espèces du genre Vitis au Pakistan et sur Polyalthia cerasoides en Thaïlande.

## Répartition et habitat
Répartition
L'espèce est connue au Sri Lanka et en Inde, au Népal, au Bangladesh, en Birmanie, mais aussi à Hong Kong et à Taiwan et au sud en Thaïlande, au Laos, au Vietnam, en Malaisie péninsulaire et en Indonésie (Sumatra, Java).

## Systématique
- L'espèce Theretra pallicosta a été décrite par l’entomologiste britannique Francis Walker en 1856 sous le nom initial de Chaerocampa pallicosta[1].

### Synonymie
- Chaerocampa pallicosta Walker, 1856 Protonyme
- Gnathothlibus pallicosta Moore, 1882[2]